# Houlette
Houlette település Franciaországban, Charente megyében. Lakosainak száma 395 fő (2022. január 1.). Houlette Courbillac, Réparsac, Sainte-Sévère, Sigogne és Macqueville községekkel határos.

## Népesség
A település népességének változása:
| Lakosok száma | 302  | 320  | 373  | 389  | 384  | 373  | 368  | 367  | 376  | 395  |
|               | 1968 | 1982 | 1990 | 2006 | 2013 | 2015 | 2017 | 2019 | 2020 | 2022 |